# NGC 4591
NGC 4591 (NGC 4577) je spiralna galaktika u zviježđu Djevici. Naknadno je utvrđeno da je NGC 4577 ista galaktika.

## Vanjske poveznice
- (engl.) SEDS: NGC 4591
- (engl.) Revidirani Novi opći katalog
- (engl.) Izvangalaktička baza podataka NASA-e i IPAC-a
- (engl.) Astronomska baza podataka SIMBAD
- (engl.) VizieR